# Wigan Athletic Football Club
Il Wigan Athletic Football Club, noto semplicemente come Wigan, è una società calcistica inglese con sede nella città di Wigan, nella contea di Greater Manchester. Milita in League One, terza divisione del campionato inglese di calcio.
Fondato nel 1932, il club venne ammesso alla Football League nel 1978. Dal 1999 disputa le proprie partite casalinghe al DW Stadium, impianto da 25.138 posti a sedere, mentre in precedenza era di scena allo Springfield Park.
Il Wigan ha militato in Premier League (massima divisione inglese) dal 2005 al 2013. Nel suo palmarès spiccano le vittorie di una FA Cup (2012-2013) e due Football League Trophy (1984-1985 e 1998-1999), oltre che sei titoli di divisioni inferiori. Nella stagione 2013-2014 ha partecipato all'Europa League per la prima volta nella sua storia, seppur partecipando alla seconda serie, venendo eliminata nella fase a gironi.

## Storia

### Gli inizi
Il Wigan Athletic nacque nel 1932 sulle ceneri del Wigan Borough, squadra che per circa un decennio aveva militato nella Third Division, prima del fallimento. L'Athletic ne conservò il campo da gioco fino al 1999.
Nei primi anni, nonostante fosse una squadra non professionistica, cioè non appartenente alla Football League, si mise in mostra nella FA Cup. Nel 1934-1935, al primo turno, segnò il record tuttora esistente di una squadra dilettantesca contro una professionista, battendo il Carlisle United con il punteggio di 6-1.
Nel 1950 sfiorò l'elezione fra i professionisti della Football League, perdendo solo di un voto a favore dello Scunthorpe Utd.
Nella stagione 1953-1954 fu stabilito il record di spettatori fra due squadre di dilettanti in FA Cup: si contarono infatti 27.526 spettatori nella gara giocata contro l'Hereford United.
Negli anni settanta il Wigan fu tra i fondatori della Northern Premier League, che attualmente rappresenta il settimo livello di serie calcistiche in Inghilterra. Riuscì a conquistare l'elezione alla Football League al 34° tentativo, nel 1978, ai danni del Southport. Il primo anno in Fourth Division fu positivo, grazie al sesto posto finale. Tommy Gore segnò la prima rete del Wigan "professionista", nel pareggio per 1-1 del 12 agosto 1978 contro il Tranmere nella Football League Cup 1978-1979.

Vecchio logo del club, utilizzato fino al 2008.

L'attesa per la promozione durò solo due anni, anche se la scalata alla Premier League cominciò nel 1995, quando il miliardario locale David Whelan rilevò il club con l'ambizioso progetto di portarlo ai vertici del calcio inglese. Vi riuscì con le promozioni in Second Division nel 1997, vincendo il campionato, e sfiorando quella in First Division con i play-off del 1999. Dopo tre anni di sconfitte ai play-off, finalmente fu conquistata la promozione con la vittoria del campionato nel 2003.

### L'esordio in Premier League
La stagione 2004-2005 si concluse con la conquista della promozione in Premier League, la prima nella storia del club, grazie al secondo posto in Football League Championship (seconda divisione inglese) ottenuto alle spalle del Sunderland.
Nella stagione 2005-2006 il Wigan esordì in Premier League con una sconfitta per 0-1, maturata all'ultimo minuto, contro i campioni in carica del Chelsea. La squadra, allenata da Paul Jewell, superò le aspettative di tutti, concludendo il campionato con un notevole decimo posto (miglior risultato di sempre nella storia del club) e con il raggiungimento della finale di League Cup, poi persa per 0-4 contro il Manchester United.
Nella stagione 2006-2007 i Latics incontrarono molte più difficoltà: riuscirono a salvarsi soltanto all'ultima giornata, espugnando in dieci uomini il campo dello Sheffield United (2-1) nello scontro diretto, chiudendo così il campionato al 17º posto grazie ad una miglior differenza reti rispetto a quella dei Blades. Al termine dell'annata il tecnico Paul Jewell rassegnò le sue dimissioni dopo sei anni e venne sostituito da Chris Hutchings. Nelle due stagioni successive il Wigan si piazzò, rispettivamente, al 14° e all'11º posto. Nell'estate del 2009 venne ingaggiato come allenatore lo spagnolo Roberto Martínez, che riuscì a condurre la squadra ad altre tre salvezze consecutive.

### La storica vittoria in FA Cup e la retrocessione in Championship

Le formazioni di Wigan e Manchester City nella storica finale di FA Cup del 2013.

Il 13 aprile 2013, allo stadio di Wembley, il Wigan sconfisse il Millwall per 2-0 in semifinale di FA Cup, raggiungendo così la finale della competizione per la prima volta nella sua storia. L'11 maggio, contro il Manchester City allenato da Roberto Mancini, i Latics si imposero a sorpresa per 1-0, grazie alla rete decisiva di Ben Watson al 91º minuto di gioco. Il Wigan, oltre a conquistare il suo primo trofeo in 81 anni di storia, ottenne così la qualificazione all'Europa League della stagione successiva. Tuttavia, tre giorni più tardi, la squadra di Martínez retrocesse aritmeticamente in Football League Championship, a causa della sconfitta per 1-4 sul campo dell'Arsenal. La squadra salutò la Premier League il 19 maggio, pareggiando per 2-2 contro l'Aston Villa al DW Stadium.

### Football League Championship e l'esordio in Europa League
La stagione 2013-2014 vide l'arrivo in panchina di Uwe Rösler al posto di Roberto Martinez, che invece passò alla guida dell'Everton. In Europa League il Wigan fu eliminato nella fase a gironi, giungendo ultimo con 5 punti in un gruppo formato da Rubin Kazan, Maribor e Zulte Waregem (fissando in bacheca la prima vittoria europea nella partita interna contro gli sloveni, per 3-1). In campionato, alla fine del girone di andata, i Latics si trovavano al quattordicesimo posto con 30 punti. Nel ritorno però, grazie ad una grande rimonta, la squadra di Rösler riuscì a piazzarsi al 5º posto, qualificandosi così ai play-off, dove fu eliminata dal Queens Park Rangers (pareggio per 0-0 all'andata e sconfitta per 1-2 al ritorno). In FA Cup il Wigan fu nuovamente tra le protagoniste, eliminando ai quarti di finale il favorito Manchester City all'Etihad Stadium (2-1), ma il suo percorso si interruppe contro l'Arsenal in semifinale.

### Tra League One e Championship
La stagione 2014-2015 si è rivelata molto complicata per il Wigan, costantemente invischiato nella lotta per non retrocedere. Il 13 novembre 2014, in seguito ai risultati negativi di inizio campionato, Rösler è stato esonerato e sostituito dall'ex allenatore del Cardiff City, Malky Mackay. Sotto la guida del tecnico scozzese però le cose non sono migliorate (solo cinque vittorie in 24 partite), tanto che i Latics sono precipitati al penultimo posto in classifica a cinque giornate dalla fine. Il 6 aprile 2015 Mackay è stato sollevato dall'incarico ed il controllo della squadra è passato al capitano Gary Caldwell, che ha quindi assunto il ruolo di giocatore-allenatore per il finale di stagione. Il 28 aprile, in seguito alla vittoria del Rotherham United contro il Reading, il Wigan è retrocesso in Football League One (terza divisione inglese).
Nella stagione 2015-2016 il Wigan ha vinto il campionato di terza divisione con 87 punti, due in più del Burton Albion secondo in classifica, facendo così ritorno in Football League Championship dopo un solo anno di assenza. Una nuova retrocessione è stata però immediata: nell'annata 2016-2017 la squadra è infatti giunta al penultimo posto in Championship ed è tornata in terza serie. La militanza in terza serie è durata, nuovamente, una stagione: nella Football League One 2017-2018 il Wigan ha concluso al primo posto con 98 punti (due in più del Blackburn Rovers) ed è ritornato subito in Championship.
Nella stagione 2018-2019 i Latics centrano la salvezza, mentre nella stagione seguente la squadra subisce una penalizzazione di 12 punti in classifica al termine del campionato (a causa dell'entrata in amministrazione controllata della società) retrocedendo nuovamente in League One a causa del penultimo posto in classifica. Va comunque citata la clamorosa vittoria per 8-0 ottenuta il 14 luglio 2020 in casa contro l'Hull City, arrivato poi ultimo in campionato; si tratta della prima volta nella storia del calcio inglese in cui una squadra ha terminato il primo tempo con sette reti di vantaggio (7-0 il primo parziale di gara, 8-0 il finale).
Nella stagione 2020-2021 il Wigan evita la seconda retrocessione consecutiva ottenendo la salvezza alla penultima giornata, mentre nella stagione successiva, subentrata una nuova proprietà di origine bahreinita, ottiene una nuova promozione in Championship da vincitrice del campionato di League One. Anche in questo caso, l'esperienza in serie cadetta dura solo una stagione, e il club retrocede nuovamente in League One nel 2023, dopo una nuova penalizzazione di 3 punti per mancato pagamento di alcuni stipendi. Nel giugno 2023 l'imprenditore locale Mike Danson rileva il club, impegnandosi a ripagare i numerosi debiti accumulati dal club.

## Palmarès

### Competizioni nazionali
- Coppa d'Inghilterra: 1

2012-2013
- Football League One: 4  (record)

2002-2003, 2015-2016, 2017–2018, 2021–2022
- Campionato inglese di quarta divisione: 1

1996-1997
- Football League Trophy: 2

1984-1985, 1998-1999
- Northern Premier League: 2

1970-1971, 1974-1975

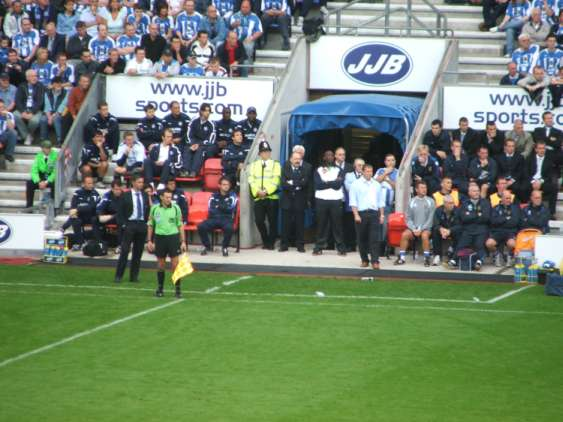
Prima partita in Premier League nella storia del Wigan (Wigan-Chelsea 0-1 del 2005).

- Northern Premier League Challenge Cup: 1

1971-1972

## Statistiche e record

### Partecipazioni ai campionati
Alla stagione 2025-2026 il club ha partecipato ai seguenti campionati nazionali:
| Livello | Categoria                                                       | Partecipazioni | Debutto   | Ultima stagione | Totale |
| ------- | --------------------------------------------------------------- | -------------- | --------- | --------------- | ------ |
| 1º      | First Division / Premier League                                 | 8              | 2005-2006 | 2012-2013       | 8      |
| 2º      | Second Division / First Division / Football League Championship | 8              | 2003-2004 | 2022-2023       | 8      |
| 3º      | Third Division / Second Division / Football League One          | 24             | 1982-1983 | 2025-2026       | 24     |
| 4º      | Fourth Division / Third Division / Football League Two          | 9              | 1978-1979 | 1996-1997       | 8      |
| 5º      | Divisioni minori / Conference League / National League          | 40             | 1932-1933 | 1977-1978       | 40     |

### Partecipazioni alle competizioni internazionali
| Competizione       | Trofeo | Debutto   | Ultima stagione | Miglior risultato | Partecipazioni | G | V | N | P | RF | RS |
| ------------------ | ------ | --------- | --------------- | ----------------- | -------------- | - | - | - | - | -- | -- |
| UEFA Europa League |        | 2013-2014 | 2013-2014       | Fase a gironi     | 1              | 6 | 1 | 2 | 3 | 6  | 7  |

### Record
- Miglior vittoria in campionato: 8-0 contro Hull City, (14 luglio 2020)
- Peggior sconfitta in campionato: 9-1 contro Tottenham, (22 novembre 2009)
- Record di spettatori 25.134 contro Manchester Utd, (26 febbraio 2006)
- Record di presenze in campionato: 317, Kevin Langley (1981-1994)
- Record di reti in campionato: 70, Andy Liddell (1998-2003)
- Record di reti in una stagione: 31, Graeme Jones (1996-1997)

## Organico

### Rosa 2024-2025
Aggiornata al 21 dicembre 2024.
| N. |                        | Ruolo | Calciatore       |
| -- | ---------------------- | ----- | ---------------- |
| 1  | Inghilterra (bandiera) | P     | Sam Tickle       |
| 2  | Scozia (bandiera)      | D     | Calvin Ramsay    |
| 3  | Inghilterra (bandiera) | C     | Luke Chambers    |
| 4  | Scozia (bandiera)      | D     | Will Aimson      |
| 5  | Inghilterra (bandiera) | D     | Steven Sessegnon |
| 6  | Inghilterra (bandiera) | C     | Jensen Weir      |
| 7  | Inghilterra (bandiera) | C     | Dion Rankine     |
| 8  | Inghilterra (bandiera) | D     | Matt Smith       |
| 9  | Inghilterra (bandiera) | A     | Joe Hugill       |
| 10 | Norvegia (bandiera)    | C     | Thelo Aasgaard   |
| 11 | Inghilterra (bandiera) | C     | Michael Olakigbe |
| 12 | Inghilterra (bandiera) | P     | Tom Watson       |
| 14 | Inghilterra (bandiera) | C     | Chris Sze        |
| 15 | Scozia (bandiera)      | D     | Jason Kerr       |
| 16 | Irlanda (bandiera)     | C     | Baba Adeeko      |

| N. |                             | Ruolo | Calciatore       |
| -- | --------------------------- | ----- | ---------------- |
| 17 | Uganda (bandiera)           | D     | Toby Sibbick     |
| 18 | Inghilterra (bandiera)      | C     | Jonny Smith      |
| 19 | Scozia (bandiera)           | D     | Luke Robinson    |
| 20 | Inghilterra (bandiera)      | A     | Callum McManaman |
| 21 | Galles (bandiera)           | C     | Scott Smith      |
| 22 | Inghilterra (bandiera)      | P     | Andrew Lonergan  |
| 23 | Malta (bandiera)            | D     | James Carragher  |
| 24 | Inghilterra (bandiera)      | C     | Harry McHugh     |
| 28 | Irlanda del Nord (bandiera) | A     | Dale Taylor      |
| 29 | Inghilterra (bandiera)      | C     | Silko Thomas     |
| 30 | Inghilterra (bandiera)      | D     | Jack Reilly      |
| 35 | Australia (bandiera)        | C     | Tyrese Francois  |
| 37 | Inghilterra (bandiera)      | C     | Maleace Asamoah  |
| 45 | Galles (bandiera)           | D     | Paul Dummett     |
|    | Inghilterra (bandiera)      | C     | Kai Payne        |